# Lista de filmes portugueses de 1957
Lista de filmes portugueses de longa-metragem lançados comercialmente em Portugal em 1957, nas salas de cinema.
Notas: Na secção coprodução, passando o cursor sobre a bandeira aparecerá o nome do país correspondente.
| # | Filme               | Realização      | Género                    | Estreia         | Coprodução     |
| - | ------------------- | --------------- | ------------------------- | --------------- | -------------- |
| 1 | Lisbon              | Ray Milland     | Policial, aventura, drama | 1 de janeiro    | Estados Unidos |
| 2 | Perdeu-se um Marido | Henrique Campos | Comédia                   | 19 de fevereiro | —              |